# Austad (Lyngdal)
Austad is een plaats en voormalige gemeente in de Noorse gemeente Lyngdal, provincie Agder. Het dorp heeft een houten kerkje uit 1803. In 1963 werd Austad samengevoegd met Kvås tot de gemeente Lyngdal.